# Menhir de Désertines
Le menhir de Désertines est un mégalithe situé à Désertines, en France.

## Description
Le menhir est situé sur la place de l'église, dans le bourg de la commune de Désertines, dans le département français de la Mayenne.
Cette stèle a été christianisée; une croix pattée, nimbée, a été sculptée sur une face .

## Historique
Le menhir fait l’objet d’un classement au titre des monuments historiques depuis le 24 novembre 1924.